# Julio Maturana
Julio Andrés Esteban Maturana França (Santiago, 21 de enero de 1988) es un ingeniero civil hidráulico y político chileno, miembro del Partido Comunista de Chile (PCCh). Entre marzo de 2022 y marzo de 2023, se desempeñó como subsecretario de Energía de su país bajo el gobierno del presidente Gabriel Boric. Desde mayo de 2022 hasta la actualidad se encuentra trabajando como el presidente de la Comisión Chilena de Energía Nuclear (CCHEN).

## Estudios
Egresó del Instituto La Salle de La Florida el 2005. Posteriormente, realizó sus estudios superiores en la carrera de ingeniería civil hidráulica en la Universidad de Chile, y luego cursó un magíster en gobernanza de riesgo y recursos en la sede latinoamericana de la Universidad de Heidelberg, Alemania. Obtuvo su título con una tesis referente a la vulnerabilidad y el riesgo producido por el cambio climático, en comunidades con sustento energético eléctrico en base a micro-centrales hidroeléctricas en el país.

## Trayectoria profesional
Ha ejercido su profesión en el sector público y privado, en las áreas de en gestión comunitaria de proyectos, de estrategias energéticas y de gobernanza de recursos a escala local. Asimismo, en planificación de recursos hídricos y energéticos.
Durante el segundo gobierno de Michelle Bachelet entre 2015 y 2018, fue parte del Ministerio de Energía, desempeñándose como profesional de hidroelectricidad y como miembro del programa presidencial «Comuna Energética» de la Agencia de Sostenibilidad Energética (AgenciaSE), pertenecientes ambos a la División de Desarrollo Sustentable (DDS) del organismo. De la misma manera, trabajó como coordinador de Estrategias Energéticas Locales.

## Trayectoria política
Militante del Partido Comunista de Chile (PCCh), desde septiembre de 2021 hasta marzo de 2022 se desempeñó como coordinador del Departamento de Planificación y Desarrollo del Servicio Municipal de Agua Potable y Alcantarillado (SMAPA) de la Municipalidad de Maipú, dirigida por el alcalde Tomás Vodanovic.
En febrero de 2022 fue designado por el entonces presidente electo Gabriel Boric, como titular de la Subsecretaría de Energía del Ministerio homónimo, función que asumió el 11 de marzo de dicho año, con el inicio formal de la administración.